# Intégrale de Fresnel
Pour les articles homonymes, voir Fresnel.
L'intégrale de Fresnel est une intégrale impropre introduite par le physicien français Augustin Fresnel.

## Formule de Fresnel

Les fonctions S(x) et C(x) non normalisées.

Ces égalités sont équivalentes à l'expression de l'intégrale de Fresnel complexe (par identification des parties réelle et imaginaire dans un sens et par combinaison linéaire dans l'autre) :

## Convergence de l'intégrale
Le calcul explicite (voir infra) montrera que l'intégrale de Fresnel converge, mais on peut s'en assurer plus simplement :
- par le changement de variable s = t2, la convergence de {\displaystyle \int _{1}^{+\infty }\mathrm {e} ^{-\mathrm {i} t^{2}}~\mathrm {d} t} équivaut à celle de {\displaystyle \int _{1}^{+\infty }{\frac {\mathrm {e} ^{-\mathrm {i} s}}{s^{1/2}}}~\mathrm {d} s} ;
- d'après la règle d'Abel, pour tout λ > 0, l'intégrale {\displaystyle \int _{1}^{+\infty }{\frac {\mathrm {e} ^{-\mathrm {i} s}}{s^{\lambda }}}~\mathrm {d} s} converge[1].

## Définition

Les fonctions S(x) et C(x) normalisées.

Les fonctions de Fresnel sont des fonctions spéciales, définies par les intégrales et développement en série entière associés :
{\displaystyle S(x)=\int _{0}^{x}\sin(t^{2})\,\mathrm {d} t=\sum _{n=0}^{\infty }(-1)^{n}{\frac {x^{4n+3}}{(2n+1)!(4n+3)}},}
{\displaystyle C(x)=\int _{0}^{x}\cos(t^{2})\,\mathrm {d} t=\sum _{n=0}^{\infty }(-1)^{n}{\frac {x^{4n+1}}{(2n)!(4n+1)}}.}
Ces fonctions sont parfois définies avec l'argument π/2t2 dans les intégrales définissant S(x) et C(x). Les intégrales sont alors multipliées par {\displaystyle {\sqrt {\frac {2}{\pi }}}} et les intégrandes sont divisés par x.
La formule de Fresnel vue précédemment est donc la limite en +∞ des deux fonctions S et C non normalisées.

## Calcul de l'intégrale de Fresnel
Parmi les diverses méthodes, en voici deux : la première utilise la technique de Feynman, la seconde repose sur les intégrales de contour.

### Par une intégrale à paramètre
On considère pour tout réel t la fonction de ℝ+ dans ℂ définie par 
Cette fonction est intégrable, car continue sur ℝ+ et majorée en module par {\displaystyle u\mapsto {\tfrac {1}{u^{2}}}}, qui est intégrable en +∞.
Il est donc possible de poser f, la fonction définie pour tout t par l'intégrale à paramètre suivante : 
On montre que f est continue sur ℝ et nulle à l'infini, et qu'elle est de classe C1 sur ℝ+* avec
{\displaystyle \forall t\in \mathbb {R} ^{+*},~f'(t)=-2t\mathrm {e} ^{-\mathrm {i} t^{2}}\int _{0}^{+\infty }\mathrm {e} ^{-u^{2}t^{2}}\mathrm {d} u.}
En simplifiant l'expression de f' et en l'intégrant de 0 à +∞, on en déduit que
On se sert alors de l'expression {\textstyle {\frac {1}{u^{2}+\mathrm {i} }}} sous la forme {\textstyle {\frac {u^{2}-\mathrm {i} }{u^{4}+1}}} et d'une intégrale classique :
pour en déduire que 

### Par intégration complexe
Il est aussi possible d'intégrer {\displaystyle f(z)=\exp(-z^{2})} sur le bord du secteur circulaire {\displaystyle T_{R}} de sommets {\displaystyle 0,~R,~{\frac {1}{\sqrt {2}}}(1+\mathrm {i} )~R} puis de faire tendre {\displaystyle R} vers l'infini.
{\displaystyle \oint f(z)\,\mathrm {d} z=\underbrace {\int _{0}^{R}\mathrm {e} ^{-t^{2}}\,\mathrm {d} t} _{I_{1}(R)}+\underbrace {\int _{0}^{\pi /4}\mathrm {i} R\,\mathrm {e} ^{\mathrm {i} t}\,\mathrm {e} ^{-R^{2}\exp(2\mathrm {i} t)}\,\mathrm {d} t} _{I_{2}(R)}-\underbrace {\int _{0}^{R}\mathrm {e} ^{\mathrm {i} {\frac {\pi }{4}}}\,\mathrm {e} ^{-\mathrm {i} t^{2}}\,\mathrm {d} t} _{I_{3}(R)}}
Intéressons nous d'abord à I2.
{\displaystyle |I_{2}(R)|\leq \int _{0}^{\pi /4}R\,\mathrm {e} ^{-R^{2}\cos(2t)}\,\mathrm {d} t=\int _{0}^{\pi /2}{\dfrac {R}{2}}\,\mathrm {e} ^{-R^{2}\cos u}\,\mathrm {d} u}

Contour utilisé pour le calcul.

après un changement de variable u = 2t. Or, sur {\displaystyle \left[0,{\dfrac {\pi }{2}}\right]}, la concavité de cos donne
{\displaystyle \forall u\in \left[0,{\dfrac {\pi }{2}}\right],\quad 1-{\dfrac {2}{\pi }}u\leq \cos u\leq 1}
donc
{\displaystyle \forall u\in \left[0,{\dfrac {\pi }{2}}\right],\quad \mathrm {e} ^{-R^{2}\cos u}\leq \,\mathrm {e} ^{R^{2}\left({\frac {2}{\pi }}u-1\right)}}
donc
{\displaystyle \int _{0}^{\pi /2}{\dfrac {R}{2}}\,\mathrm {e} ^{-R^{2}\cos u}\,\mathrm {d} u\leq {\dfrac {\pi }{4R}}\left(1-\mathrm {e} ^{-R^{2}}\right)}
Le théorème des gendarmes donne ainsi {\displaystyle \lim _{R\rightarrow +\infty }I_{2}(R)=0}. Grâce au résultat de l'intégrale de Gauss, {\displaystyle \lim _{R\rightarrow +\infty }I_{1}(R)={\dfrac {\sqrt {\pi }}{2}}}. De plus, {\displaystyle \lim _{R\rightarrow +\infty }I_{3}(R)=\mathrm {e} ^{\mathrm {i} {\frac {\pi }{4}}}\int _{0}^{+\infty }\mathrm {e} ^{-\mathrm {i} t^{2}}\,\mathrm {d} t}.
La fonction f est entière donc le théorème intégral de Cauchy assure que 
{\displaystyle \oint f(z)\,\mathrm {d} z=0.}
Dès lors,
{\displaystyle \mathrm {e} ^{\mathrm {i} {\frac {\pi }{4}}}\int _{0}^{+\infty }\mathrm {e} ^{-\mathrm {i} t^{2}}\,\mathrm {d} t={\dfrac {\sqrt {\pi }}{2}}}
donc
{\displaystyle \int _{0}^{+\infty }\mathrm {e} ^{-\mathrm {i} t^{2}}\,\mathrm {d} t=\mathrm {e} ^{-\mathrm {i} {\frac {\pi }{4}}}{\dfrac {\sqrt {\pi }}{2}}={\sqrt {\dfrac {\pi }{2}}}{\dfrac {1-\mathrm {i} }{2}}}.
Remarque
Un calcul identique montre que plus généralement, pour tout nombre complexe β dont la partie réelle appartient à [0 ; 1[,
{\displaystyle \int _{0}^{+\infty }t^{\beta }\mathrm {e} ^{-\mathrm {i} t^{2}}\,\mathrm {d} t=\mathrm {e} ^{-\mathrm {i} {\frac {\pi }{4}}(\beta +1)}{\dfrac {\Gamma \left({\frac {\beta +1}{2}}\right)}{2}},}
où Γ désigne la fonction gamma. En adaptant le choix du contour, on peut même démontrer cette égalité pour {\displaystyle \mathrm {Re} (\beta )\in \left]-1,1\right[}, ce qui, par changement de variable (voir supra), équivaut au calcul du § « Exemple » de l'article sur le théorème intégral de Cauchy.